# Aleuropteryx felix
Aleuropteryx felix är en insektsart som beskrevs av Meinander 1977. Aleuropteryx felix ingår i släktet Aleuropteryx och familjen vaxsländor. Inga underarter finns listade i Catalogue of Life.